# Stundensteine der Stadt und Republik Bern
Stundensteine sind bearbeitete Steinquader, die in regelmässigen Abständen am Strassenrand wichtiger Landstrassen aufgestellt worden sind. Auf dem Gebiet der Stadt und Republik Bern sowie in deren Umgebung geben die eingemeisselten Distanzwerte die Wegstunden ab der Stadt Bern (Zytgloggeturm) an.

## Geschichte
Die Stadt und Republik Bern hatte seit dem 18. Jahrhundert Stundensteine in ihrem Territorium (sternförmig von Bern aus) anbringen lassen. Sie zeigten die Distanz der menschlichen Fortbewegung zu Fuss in Stunden an. Eine Wegstunde mass bis ins Jahr 1837 18'000 Bernschuh (= 5279 m, entsprechend einem Schuh von ca. 29,33 cm). Danach galt die Schweizer Wegstunde mit 16'000 Schweizer Fuss und 4800 m (ein Fuss = 30 cm). Die Steine wurden vorwiegend auf der rechten Strassenseite von Bern aus gesehen angeordnet. In der Folge wurden die bisherigen Stundensteine versetzt.
Die Stundensteine im Kanton Bern sind im Inventar historischer Verkehrswege der Schweiz (IVS) erfasst und per Regierungsratsbeschluss (RRB 3283/1978) seit 1978 geschützt. Sie dürfen nur in Absprache mit der Fachorganisation ViaStoria versetzt oder restauriert werden, wobei sie möglichst nahe am ursprünglichen Standort belassen und nicht verändert werden sollten.
Nach der Einführung des metrischen Systems 1875 wurde die Mehrheit dieser «ausgedienten» Stundensteine nicht einfach weggeräumt. Dies kann als Zeichen dafür gedeutet werden, dass sie schon früh als wertvolles Kulturgut angesehen wurden. Zum Teil wurden abhanden gekommene Exemplare gar durch neue ersetzt.
Von den damals ca. 150 aufgestellten Stundensteinen (davon ca. 130 im heutigen Kantonsgebiet) sind nur noch ca. 95 Steine erhalten. Sie sind im Steininventar des Kantons Bern aufgeführt und online abrufbar.

## Bilder

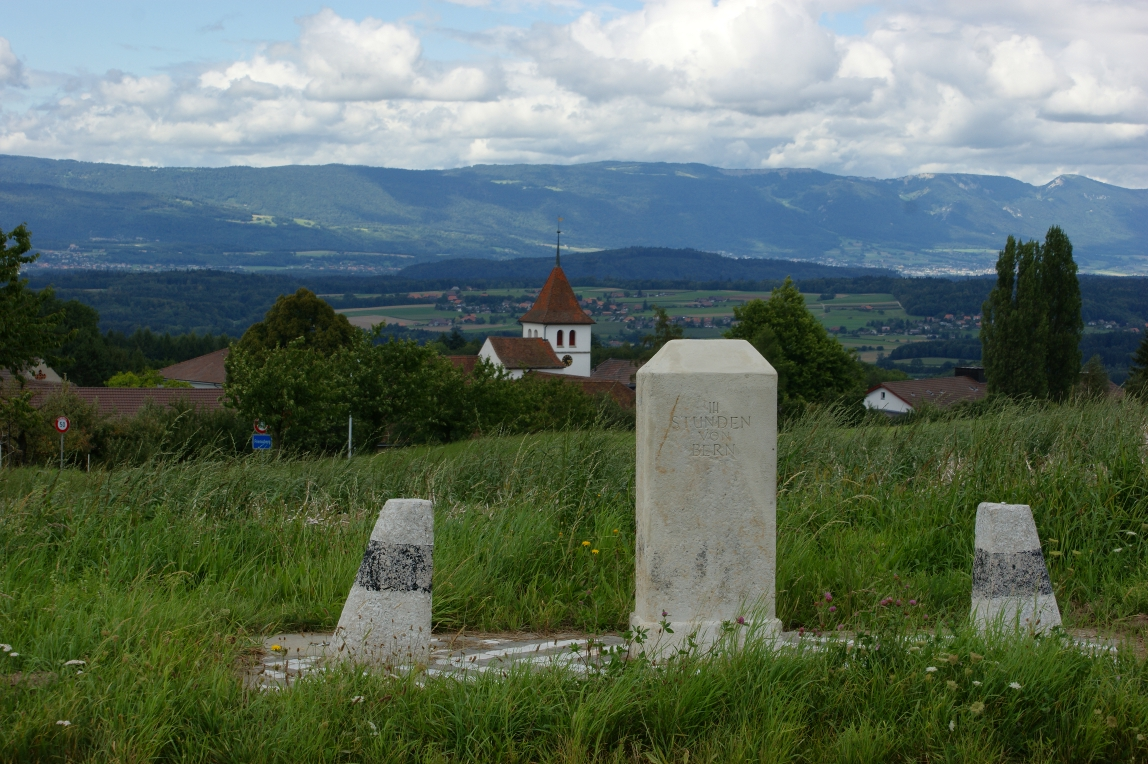
Stundenstein bei Frienisberg BE
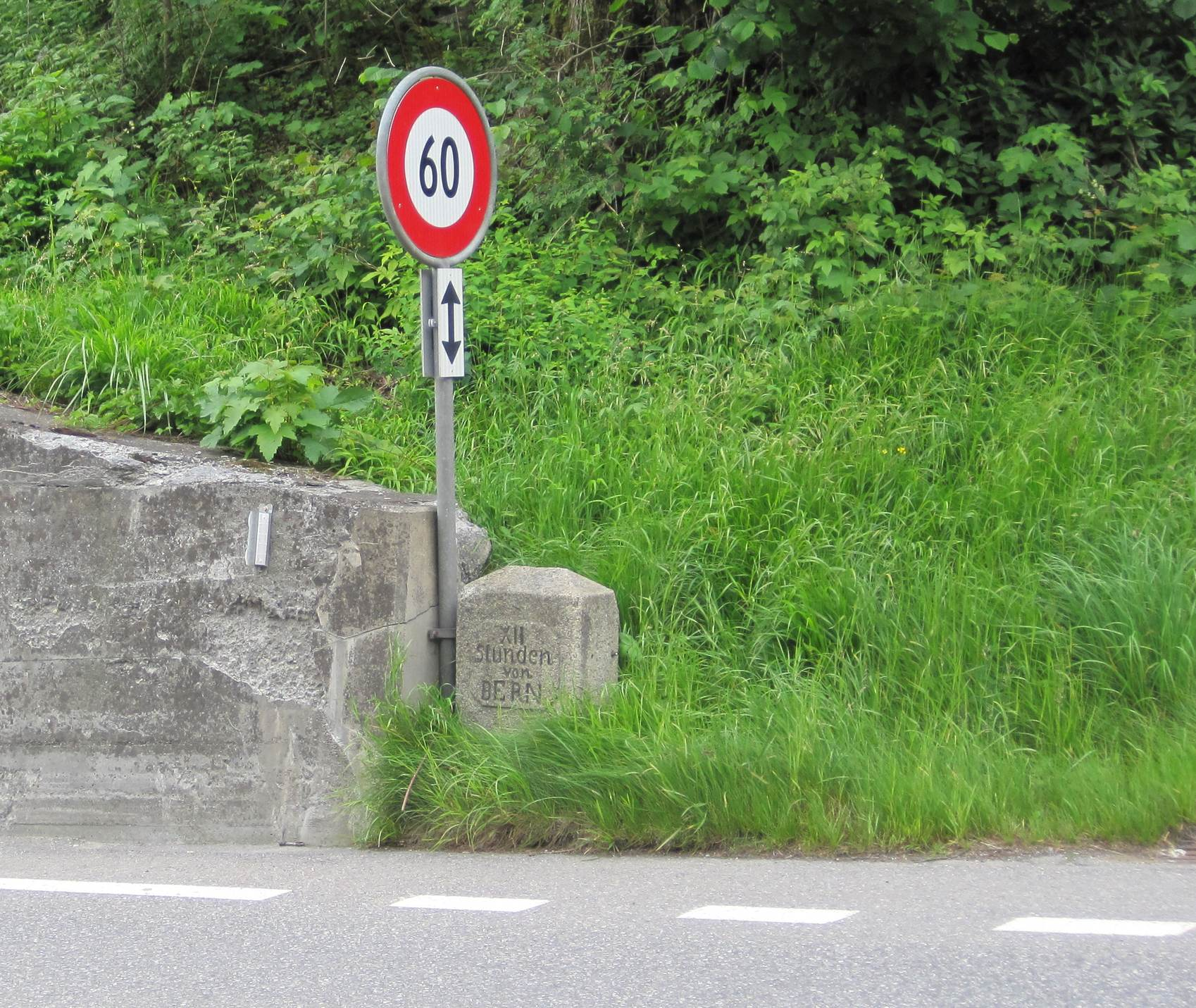
Stundenstein XII Stunden von Bern, Gemeinde Kandergrund
Letzter Stundenstein der Route Bern–Gemmipass am Ortseingang von Kandersteg
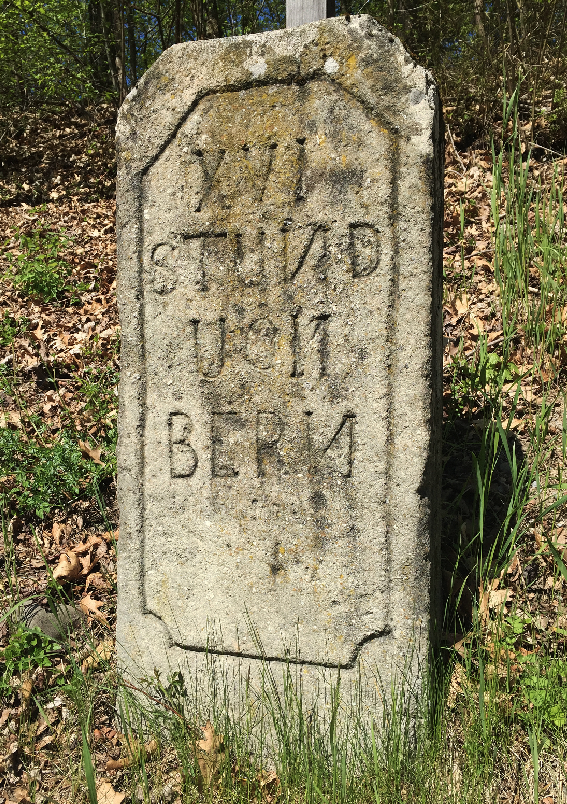
Stundenstein in Othmarsingen